# Model Lambda-CDM
Model Lambda-CDM (Λ-CDM, ang. Lambda-cold dark matter) – jeden z najpowszechniej uznawanych modeli kosmologicznych. Jego nazwa pochodzi od dwóch głównych składników Wszechświata: stałej kosmologicznej (oznaczanej przez Λ) i zimnej ciemnej materii. Model ten wyjaśnia mikrofalowe promieniowanie tła (CMB), obserwowaną strukturę wielkoskalową oraz przyspieszanie ekspansji Wszechświata.
Λ (lambda) jest stała kosmologiczną, czyli ciemną energią, odpowiedzialną za obecnie obserwowane coraz szybsze rozszerzanie się Wszechświata. W ramach modelu Λ-CDM uważa się, że stanowi ona obecnie około 68% gęstości energii we Wszechświecie.
Zimna ciemna materia jest to nierelatywistyczna ("powolna") ciemna materia, która jest niebarionowa i oddziałuje z materią barionową wyłącznie grawitacyjnie. Składnik ten stanowi ok. 27% gęstości energii obecnego Wszechświata. 
Pozostałe 5% przypada na atomy, które stanowią budulec planet, gwiazd i materii międzygwiazdowej, a także fotony (głównie w postaci CMB).